# Villar de Condes
Villar de Condes (llamada oficialmente Santa María de Vilar de Condes) es una parroquia y un lugar español del municipio de Carballeda de Avia, en la provincia de Orense, Galicia.

## Toponimia
La parroquia también es conocida por el nombre de Santa María de Villar de Condes.

## Organización territorial
La parroquia está formada por cuatro entidades de población:
- Fermosas (As Fermosas)
- Laceiras (As Laceiras)
- Prados (Os Prados)
- Villar de Condes (Vilar de Condes)

## Demografía

### Parroquia
| Gráfica de evolución demográfica de Villar de Condes (parroquia) entre 2000 y 2022 |
|                                                                                    |
| Datos según el nomenclátor publicado por el INE.                                   |

### Lugar
| Gráfica de evolución demográfica de Villar de Condes (lugar) entre 2000 y 2022 |
|                                                                                |
| Datos según el nomenclátor publicado por el INE.                               |